# Night of Bloody Apes
Albums de R.A. the Rugged Man Aka Crustified Dibbs
American Lowlife
(1999)
Night of Bloody Apes est le premier album inédit de R.A the Rugged Man, sorti en 1994. Après qu'il a été mis de côté par Jive/ BMG Records, il le publie sous le nom de Crustified Dibbs. L'album aide de manière significative à établir la carrière musicale de R.A the Rugged Man. Il présente également une apparition en tant qu'invité de Biggie Smalls.

## Liste des titres
| No  | Titre                                            | Contient un (des) sample(s) de                                                                                                | Durée |
| --- | ------------------------------------------------ | --- | ----- |
| 1.  | Toolbox Murderer                                 | | 3:31  |
| 2.  | You Ain't Never Been Down                        | | 3:27  |
| 3.  | Walking Down the Streets With My Nuts in My Hand | | 4:51  |
| 4.  | Every Record Label Sucks Dick                    | Capricorn du Cannonball Adderley Quintet School Boy Crush de l'Average White Band                                             | 3:41  |
| 5.  | Hookin' With the Hookers                         | | 5:11  |
| 6.  | Bloody Axe                                       | Papa Was Too de Joe Tex Ain't No Half-Steppin' de Big Daddy Kane                                                              | 4:22  |
| 7.  | R.A. Be Down                                     | Goodbye Love de Guy | 4:15  |
| 8.  | Cunt Renaissance (featuring Biggie Smalls)       | | 2:49  |
| 9.  | Back to the Rubber-Room                          | It's a New Day des Skull Snaps FX & Scratches (Vol. 5) de Simon Harris Assembly Line des Commodores                           | 4:00  |
| 10. | Bloodshed Hua Hoo                                | Nobody Knows De Trouble I've Seen d'Harry T. Burleigh Get Out of My Life, Woman de Lee Dorsey Think (About It) de Lyn Collins | 3:44  |
| 11. | Statchy                                          | | 1:52  |
| 12. | Bloody Body Parts in da Fruit Punch Bowl         | Funky President de James Brown                                                                                                | 4:14  |
| 13. | Bloodshed Hua Hoo (Nigga Niles Crusty Remix)     | | 3:37  |